# Luciana Fernández
Luciana Gabriela Fernández (* 16. Juni 2005) ist eine peruanische Leichtathletin, die sich auf den Mittelstreckenlauf spezialisiert hat.

## Sportliche Laufbahn
Erste Erfahrungen bei internationalen Meisterschaften sammelte Luciana Fernández im Jahr 2022, als sie bei den Jugend Südamerikaspielen in Rosario mit 25,60 s in der Vorrunde im 200-Meter-Lauf ausschied. Anschließend belegte sie bei den U18-Südamerikameisterschaften in São Paulo in 57,87 s den siebten Platz über 400 Meter. 2024 schied sie bei den Ibero-Amerikanischen Meisterschaften in Cuiabá mit 2:20,73 min im Vorlauf über 800 Meter aus und gelangte mit der peruanischen Mixed-Staffel über 4-mal 400-Meter mit 3:33,41 min auf den fünften Platz. Anschließend gelangte sie bei den U20-Südamerikameisterschaften in Lima mit 2:13,87 min auf den siebten Platz im 800-Meter-Lauf und wurde mit der Frauenstaffel in 3:54,31 min ebenfalls Fünfte. Im August schied sie bei den U20-Weltmeisterschaften ebendort mit 2:17,78 min in der ersten Runde über 800 Meter aus und wurde mit der Frauenstaffel im Vorlauf disqualifiziert.
2023 wurde Fernández peruanische Meisterin im 400-Meter-Lauf.

## Persönliche Bestleistungen
- 400 Meter: 56,10 s, 16. Juni 2023 in Lima
- 800 Meter: 2:12,30 min, 13. April 2024 in Sucre